# Зенгенталь
Зенгенталь (нім. Sengenthal) — громада в Німеччині, розташована в землі Баварія. Підпорядковується адміністративному округу Верхній Пфальц. Входить до складу району Ноймаркт. Складова частина об'єднання громад Ноймаркт-ін-дер-Оберпфальц.
Площа — 28,53 км2. Населення становить 3745 ос. (станом на 31 грудня 2020).

## Галерея

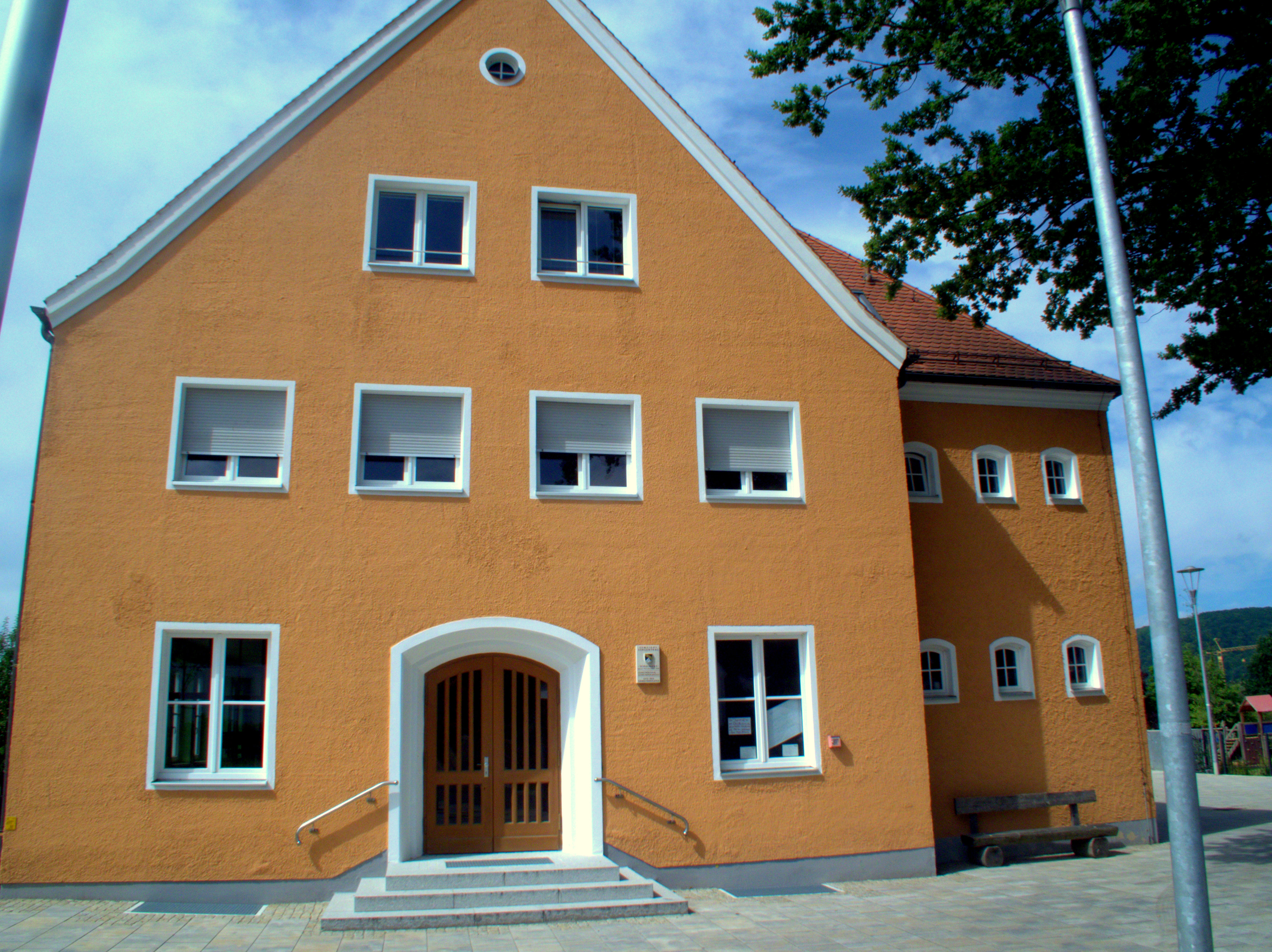
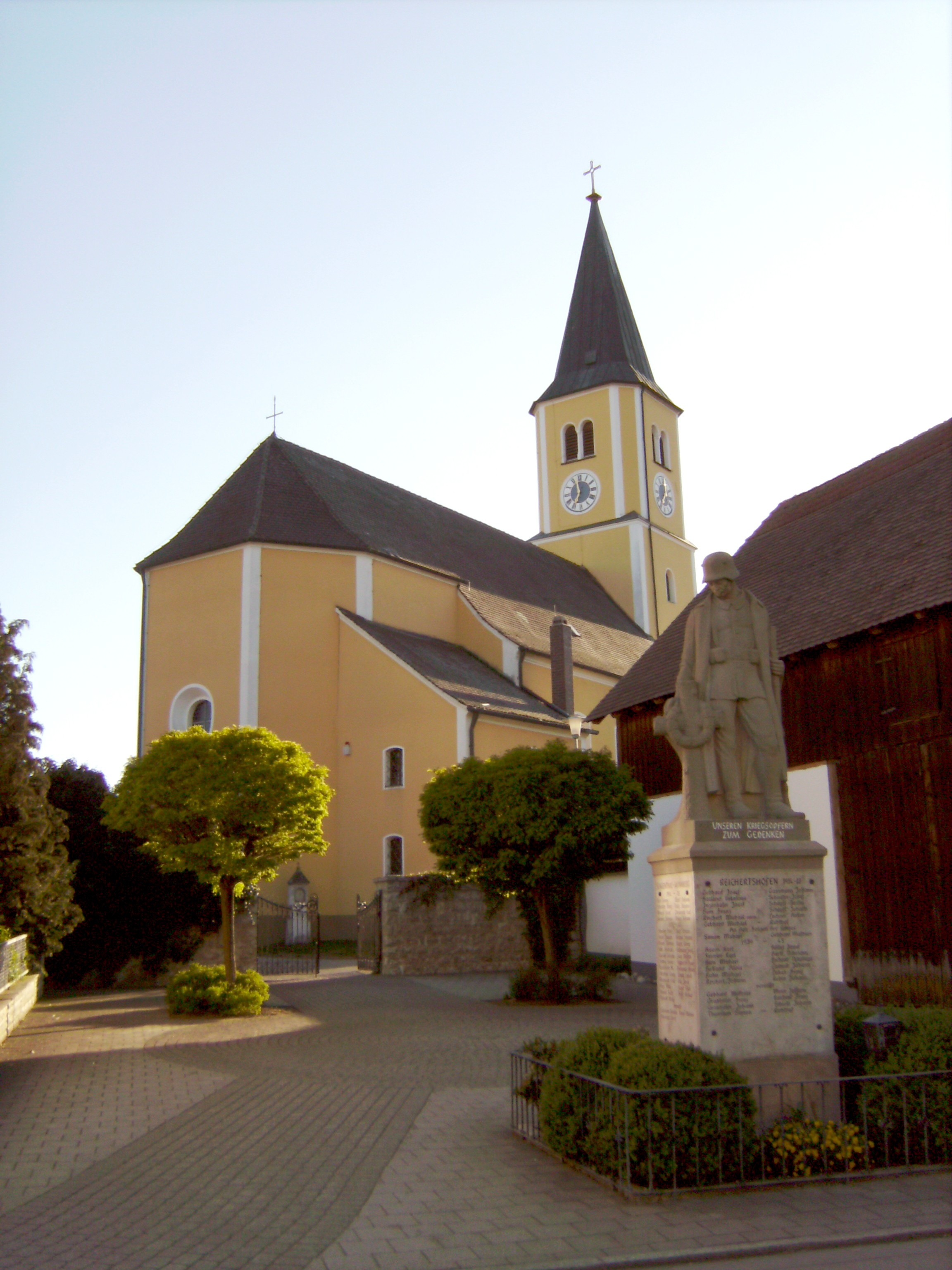
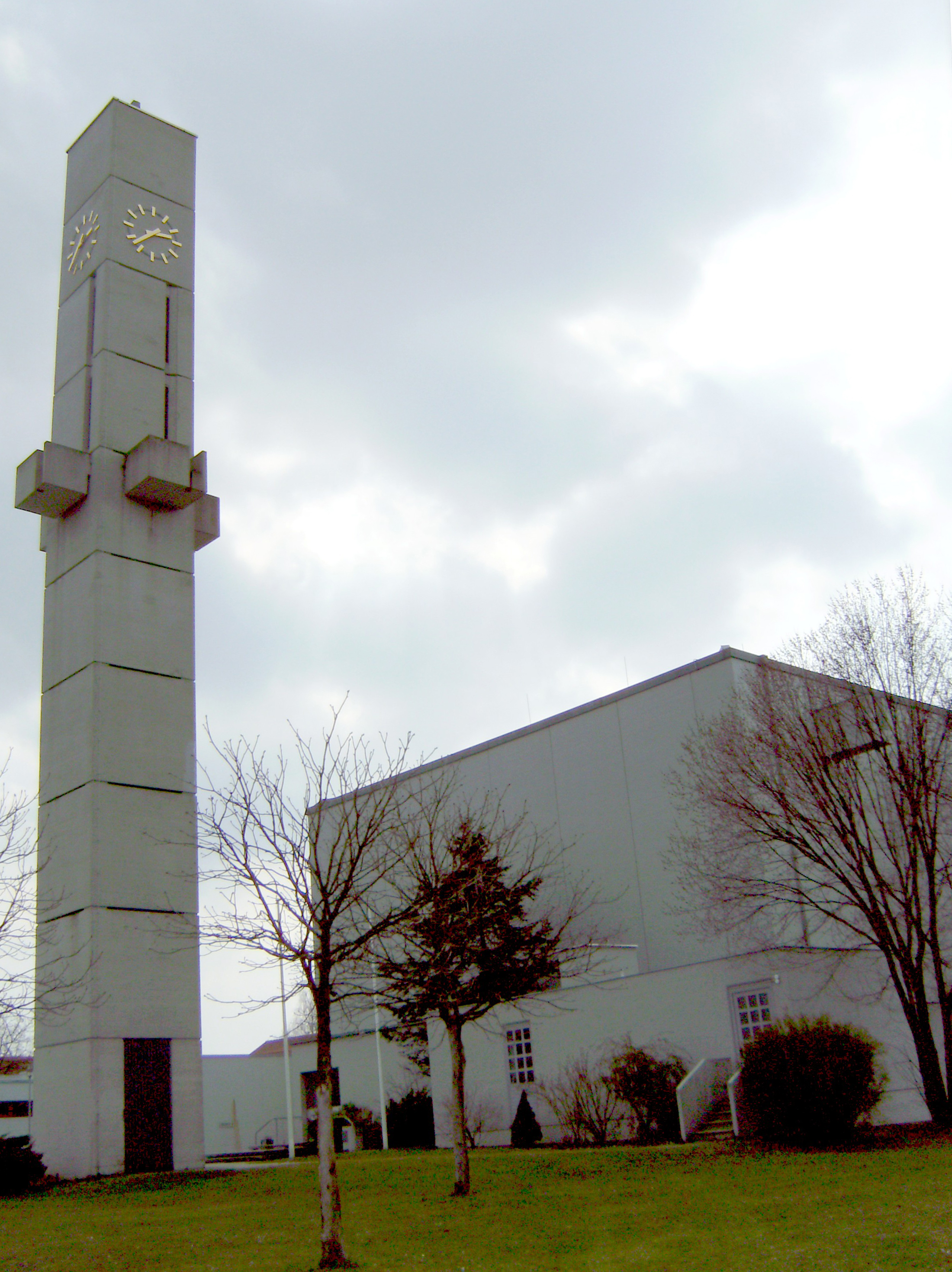
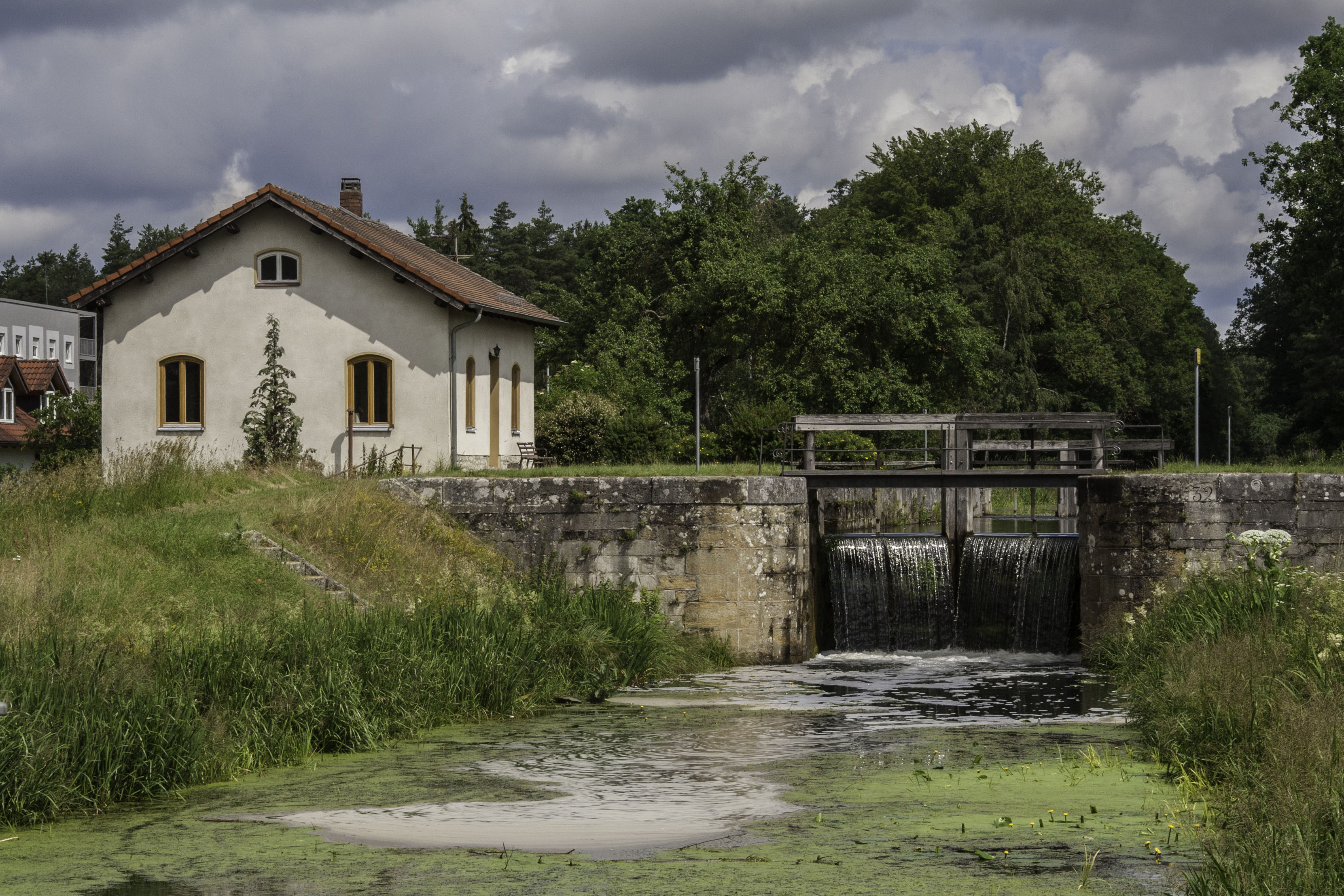
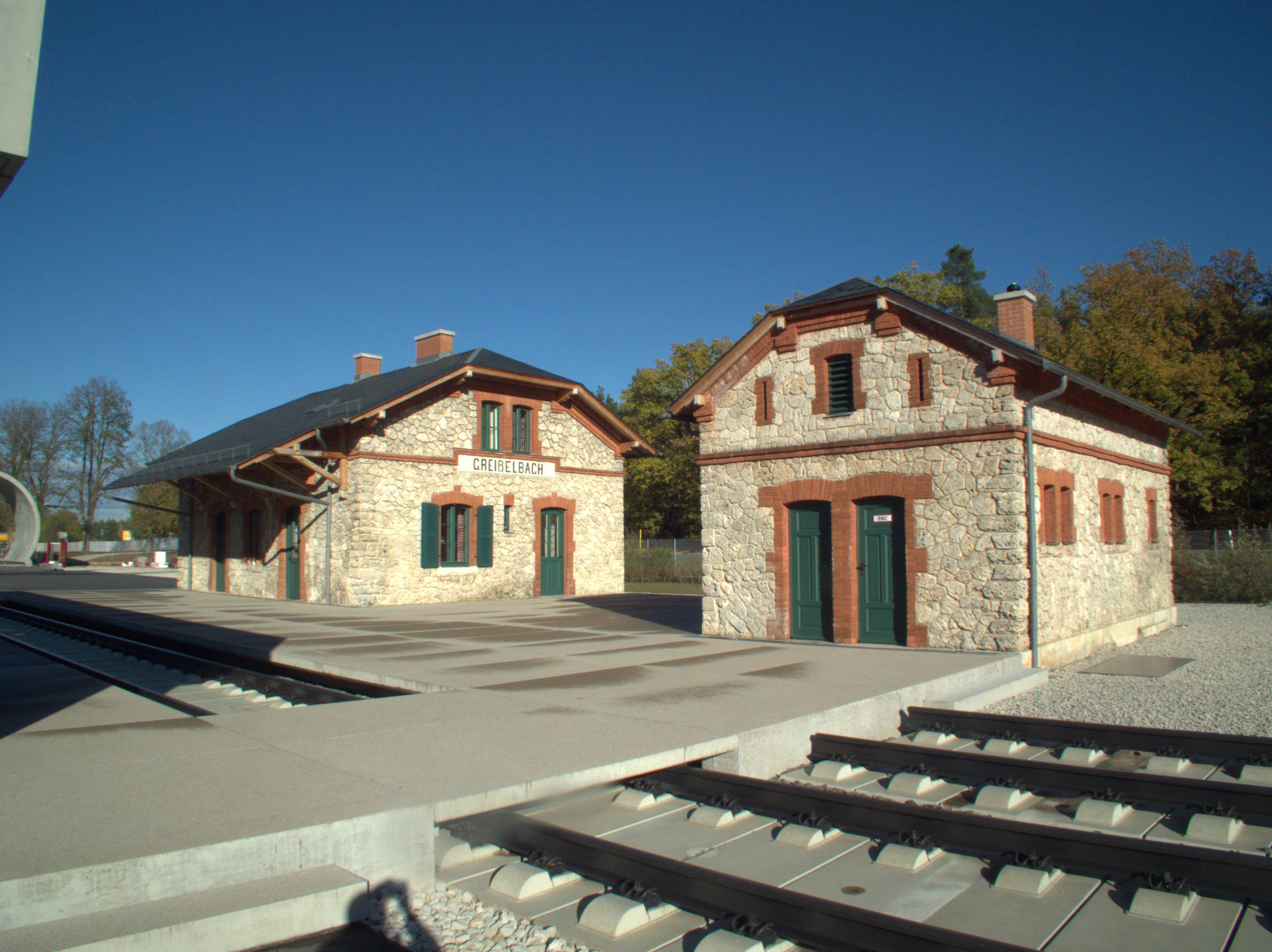
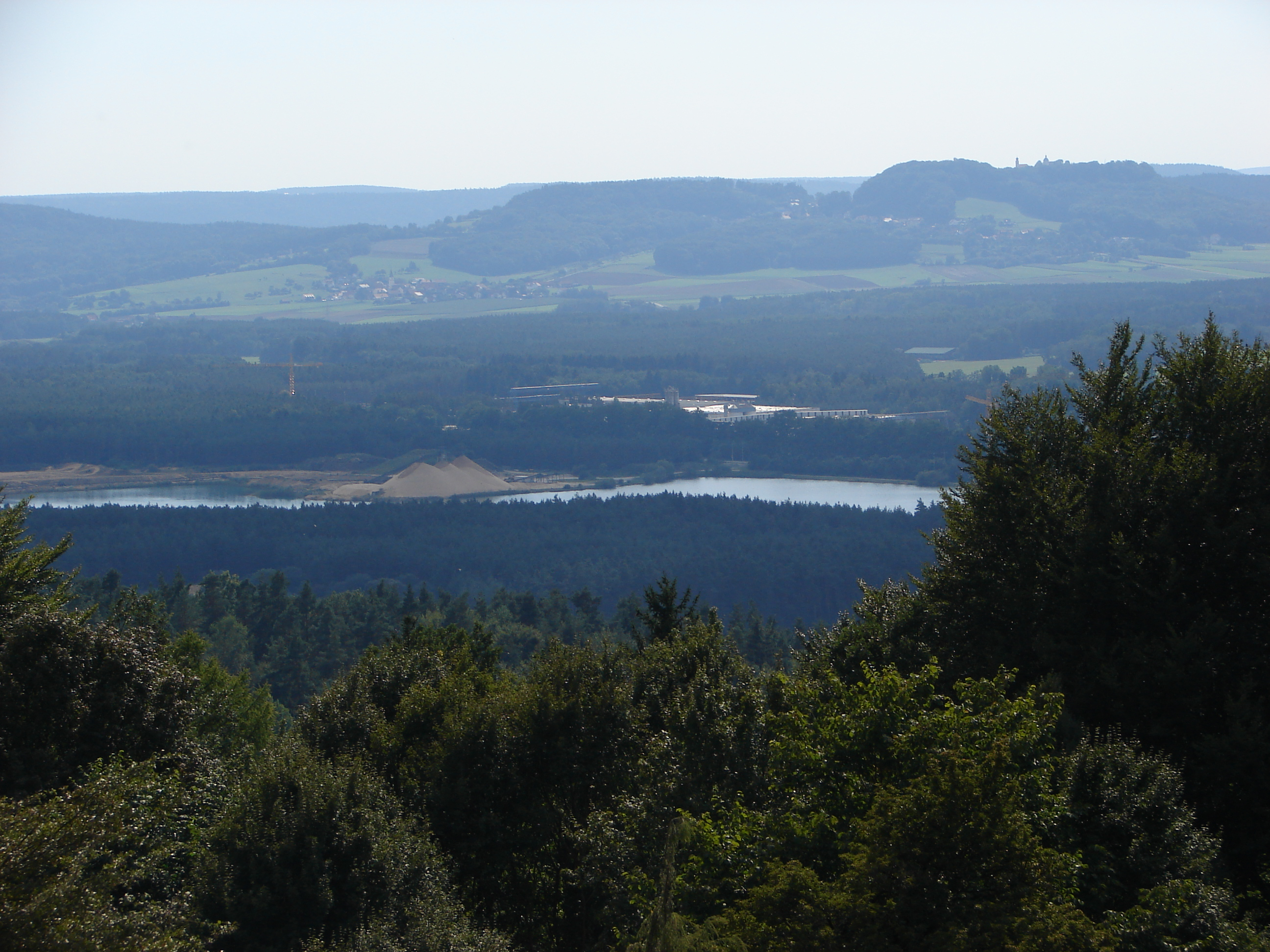